# Санта-Колома (футбольний клуб)
«Са́нта-Коло́ма» (кат. Futbol Club Santa Coloma) — андоррський професійний футбольний клуб із містечка Санта-Колома, парафія Андорра-ла-Велья. Виступає у Прімері Дівізіо. Найуспішніша команда Прімери Дівізіо та Копа Констітусіо, що виграла обидва титули тринадцять і десять разів відповідно.

## Історія
Команда заснована у 1986 році. «Санта-Колома» стала переможцем Кубка Андорри 1990/91. У сезоні 1994/95 «Санта-Колома» здобула перемогу в чемпіонаті Андорри. Наступного сезону команда взяла участь у першому чемпіонаті Андорри під егідою УЄФА та стала володарем бронзових нагород. У Кубку Андорри команда брала участь у фіналі, де поступилася «Принсіпату» (0:2). У сезоні 1997/98 клуб вперше став срібним призером першості Андорри, а гравець команди Рафаель Санчес Педроса — найкращим бомбардиром, який забив 36 голів. У Кубку Андорри «Санта-Колома» вийшла у фінал, де знову програла «Принсіпату» (3:4).
У наступному сезоні 1998/99 «Санта-Колома» стала срібним призером чемпіонату та фіналістом Кубка Андорри, де поступилася «Прінсіпату» (1:3). У сезоні 1999/00 команда втретє стала срібним призером чемпіонату Андорри, а в Кубку дійшла до півфіналу. Перемога в чемпіонаті Андорри 2000/01 та Кубку Андорри дозволило клубу дебютувати в єврокубках, зігравши у Кубку УЄФА 2001/02 у попередньому раунді проти белградського «Партизана». Тоді андоррці поступилися за сумою двох матчів (1:8).
У сезоні 2001/02 команда під керівництвом Маріо Теміно стала бронзовим призером чемпіонату. Наступний сезон став успішнішим для «Санта-Коломи», оскільки команда виграла чемпіонат, Кубок і перший розіграш Суперкубка Андорри. У 2003 році команду очолив іспанський тренер та колишній гравець команди Шав'єр Роура, він тренував команду протягом наступних чотирьох років. У сезоні 2003/04 «Санта-Колома» програла у першому кваліфікаційному раунді Кубка УЄФА датському «Есб'єргу» (1:9). Аргентинець Ернан Волкер забив єдиний гол у домашньому матчі. У Суперкубку «Санта-Колома» поступилася «Сан-Жулії» (1:2). Також команда знову стала чемпіоном та переможцем Кубка Андорри.
Влітку 2004 року команда грала у першому раунді кваліфікації Кубка УЄФА проти боснійської команди «Модрича» (поразка за сумою двох матчів 0:4). У чемпіонаті Андорри команда стала бронзовим призером та володарем Кубка. 14 вересня 2005 року в матчі Суперкубка «Санта-Колома» здобула перемогу над «Сан-Жулією» з рахунком 1:0, єдиний гол забив Пінто.

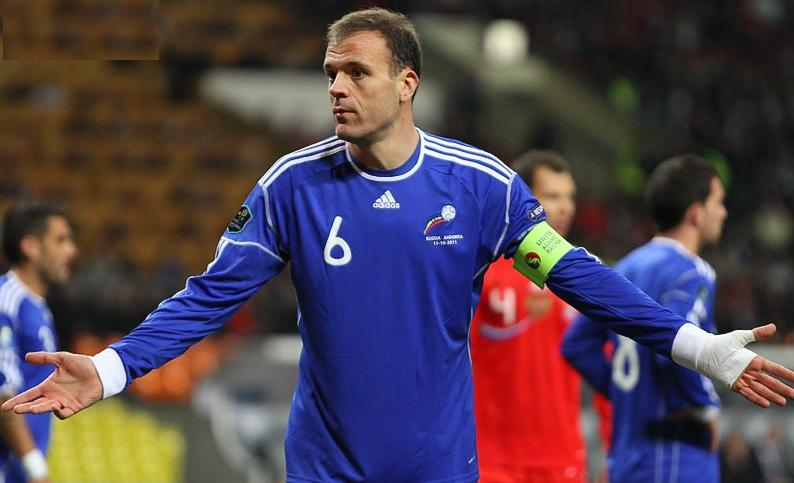
Колишній гравець і капітан «Санта-Коломи» Ільдефонс Ліма є найкращим бомбардиром збірної Андорри.

У сезоні 2005/06 команда вдруге поспіль посіла 3-тє місце у першості країни. У Кубку Андорри «Санта-Колома» у фіналі обіграла «Ранжерс» (1:1 в основний та додатковий час, 5:3 по пенальті). 17 вересня 2006 року в Суперкубку Андорри «Санта-Колома» поступилася «Ранжерсу» у додатковий час 3:4.
У сезоні 2006/07 команда стала срібним призером чемпіонату, поступившись лише «Ранжерсу». Найкращим бомбардиром турніру став нападник «Санта-Коломи» Жоан Тоскано. У Кубку «Санта-Колома» дійшла до фіналу, де обіграла «Сан-Жулію» (2:2 у основний та додатковий час, 4:2 за пенальті). У 2007 році команду очолив Вісенте Маркес, який раніше разом з «Ранжерсом» досяг першої нічиєї в історії виступів андоррських команд у єврокубках. У першому раунді кваліфікації Кубка УЄФА 2007/08 «Санта-Колома» несподівано обіграла ізраїльське «Маккабі» з Тель-Авіва (1:0) на своєму полі, м'яч забив Жуліа Фернандес. Ця перемога стала першою для команд з Андорри у європейських змаганнях. Втім, у гостях андоррці програли 0:4 та вилетіли з турніру. 16 вересня 2007 року в поєдинку Суперкубка «Санта-Колома» виграла у «Ранжерса» (1:0), єдиний гол забив Майкон. У Прімера Дивізіо 2007/08 клуб став переможцем, а у Кубку вибув у півфіналі.
Влітку 2008 року «Санта-Колома» дебютувала у кваліфікації Ліги чемпіонів, у першому кваліфікаційному раунді проти литовського « Каунаса» і поступилася за сумою двох матчів із рахунком 2:7. 14 вересня 2008 року в грі Суперкубка команда обіграла «Сан-Жулію» (3:0). Сезон 2008/09 завершився для «Санта-Коломи» срібними медалями першості, команда відстала лише на 2 очки від «Сан-Жулії». Найкращим бомбардиром чемпіонату став гравець команди Норберто Урбані, який забив 22 голи. У фіналі Кубка «Санта-Колома» перемогла «Лузітанос» з розгромним рахунком 6:1. У липні 2009 року андоррці брали участь у другому кваліфікаційному раунді Ліги Європи та поступилися за сумою двох матчів швейцарському «Базелю» (7:1). У матчі за Суперкубок Андорри 2009 року «Санта-Колома» поступилася «Сан-Жулії» (1:2). У сезоні 2009/10 клуб став переможцем чемпіонату, не програвши по ходу турніру жодного разу, однак у Кубку Андорри команда вибула на стадії чвертьфіналу. Капітаном команди того сезону був Маноло Жіменес, Габі Рієра став найкращим бомбардиром чемпіонату, а Рікард Фернандес був визнаний найкращим воротарем турніру.
Влітку 2010 року «Санта-Колома» брала участь у першому кваліфікаційному раунді Ліги чемпіонів проти мальтійської «Біркіркари». Перша домашня зустріч завершилася технічною поразкою 0:3, у зв'язку з поганим станом поля на стадіоні «Комуналь д'Андорра-ла-Велья». Друга гра завершилася перемогою мальтійців 4:3. Матч за Суперкубок Андорри у вересні 2010 року завершився поразкою від «Сан-Жулії» у додатковий час з рахунком 2:3.
У сезоні 2010/11 команда знову стала чемпіоном Андорри, а у Кубку вибула на стадії 1/4 фіналу. 2011 року головним тренером став Луїс Бланко. Влітку 2011 року «Санта-Колома» вибула з Ліги чемпіонів на стадії першого кваліфікаційного раунду від люксембурзького клубу «Ф91 Дюделанж» (0:4 за сумою двох матчів). У Суперкубку Андорри 2011 року команда знову поступилася «Сан-Жулії» 3:4.
Сезон 2011/12 завершився для клубу срібними медалями у першості країнм. У фіналі Кубка Андорри «Санта-Колома» здолала «Лузітанос» 1:0 завдяки автоголу Луїса Філіпе Пінто. Найкращим гравцем фіналу був визнаний футболіст команди Крістофер Поуза, а Рікард Фернандес став найкращим воротарем чемпіонату. У липні 2012 року «Санта-Колома» брала участь у першому кваліфікаційному раунді Ліги Європи та вилетіла від хорватського «Осієка» (1:4 за сумою двох матчів). У Суперкубку 2012 року команда поступилася «Лузітаносу» 1:2.
У сезоні 2012/13 «Санта-Колома» посіла друге місце у чемпіонаті, поступившись лише «Лузітаносу». У Кубку Андорри команда вибула у півфіналі. У липні 2013 року андоррці брали участь у Лізі Європи, проте вилетіли у першому кваліфікаційному раунді, поступившись ісландській команді «Брейдаблік» (0:4 за сумою двох матчів). На початку сезону 2013/14 команду очолив Річард Імбернон. Чемпіонат Андорри завершився для «Санта-Коломи» перемогою, а Кубок — на стадії півфіналу. Капітаном команди цього сезону був захисник Давід Рібольєда.
У сезоні 2014/15 вперше у своїй історії «Санта-Колома» пройшла до наступного раунду єврокубків, здолавши у першому кваліфікаційному раунді Ліги чемпіонів вірменський «Бананц» за рахунок голу, забитого на чужому полі (1:0 та 2:3). Вирішальний гол на 95-й хвилині другого матчу забив воротар андоррців Елой Казальс. У другому раунді команда грала проти «Маккабі» з Тель-Авіва, з яким андоррці вже грали в сезоні 2007/08. Цього разу за сумою двох матчів ізраїльтяни здобули перемогу (3:0). Суперкубок Андорри 2014 року завершився поразкою від «Сан-Жулії» (0:1). За підсумками опитування читачів сайту Andorsport «Санта-Колома» була названа найкращою командою Андорри 2014 року.
У сезоні 2014/15 «Санта-Колома» була однією з найрезультативніших команд Європи. На Кубку африканських націй 2015 року брав участь гравець «Санта-Колома» — Жувеналь Еджого-Овоно, який представляв Екваторіальну Гвінею. За підсумками чемпіонату команда здобула золоті медалі, найкращим бомбардиром турніру з 22 м'ячами став гравець клубу Крістіан Мартінес, а капітаном команди цього сезону був Ільдефонс Ліма. 10 травня 2015 року «Санта-Колома» зіграла у фіналі Кубка Андорри проти «Сан-Жулії» і поступилася з рахунком 1:1 в основний час і 4:5 за пенальті.
22 липня 2022 року команду очолив російський тренер Дмитро Черишев. Російський фахівець привів команду до третього місця у чемпіонаті, вивівши клуб до кваліфікаційного раунду Ліги конференцій наступного сезону. З Черишевим «Санта-Колома» стала першою андоррською командою, яка пройшла два раунди в єврокубках, вийшовши до третього кваліфікаційного раунду Ліги конференцій 2023/24, вибивши валлійський «Пенібонт» (1:1, 2:0 д.ч.) і чорногорську «Сутьєску» (0:2, 3:0 д.ч.), програвши лише нідерландському АЗ (0:1, 0:2). Наприкінці листопада 2023 року «Санта-Колома» оголосила про звільнення Черишева з посади головного тренера клубу
У сезоні 2025/26.команда у першому кваліфікаційному раунді Ліги конференцій сенсаційно пройшла боснійський «Борац» (Баня-Лука), перемігши на виїзді 4:1, а потім втримавши цю перевагу вдома, програвши з достатнім рахунком 0:2.

## Досягнення
- Прімера Дівізіо
  - Переможець (13): 1994/95, 2000/01, 2002/03, 2003/04, 2007/08, 2009/10, 2010/11, 2013/14, 2014/15, 2015/16, 2016/17, 2017/18, 2018/19

- Копа Констітусіо
  - Переможець (10) : 1991, 2001, 2003, 2004, 2005, 2006, 2007, 2009, 2012, 2018

- Суперкубок Андорри
  - Переможець (7) : 2003, 2005, 2007, 2008, 2015, 2017, 2019

## Склад
Станом на 10 лютого 2025
| №  | Поз. | Нац.    | Гравець           |
| -- | ---- | ------- | ----------------- |
| 1  | ВР   | Андорра | Жозеп Гомес       |
| 2  | ЗХ   | Іспанія | Роберт Рамос      |
| 3  | ЗХ   | Іспанія | Алейш Сістеро     |
| 4  | ЗХ   | Іспанія | Антоніо Біоке     |
| 5  | ЗХ   | Іспанія | Мартін Лопес Росс |
| 6  | ПЗ   | Іспанія | Даніель Торібіо   |
| 7  | ПЗ   | Іспанія | Віктор Васкес     |
| 8  | ПЗ   | Іспанія | Давід Лопес       |
| 9  | НП   | Іспанія | Кіліан Грант      |
| 10 | НП   | Іспанія | Маріо Моурело     |
| 11 | НП   | Іспанія | Руфо              |
| 13 | ВР   | Іспанія | Адріа Коллет      |
| 14 | ЗХ   | Андорра | Жорді Рубіо       |

| №  | Поз. | Нац.      | Гравець            |
| -- | ---- | --------- | ------------------ |
| 16 | НП   | Іспанія   | Хав'єр Дусе        |
| 19 | НП   | Аргентина | Гонсало Ісса       |
| 21 | ПЗ   | Андорра   | го Феррейра        |
| 23 | ЗХ   | Андорра   | Мойсес Сан-Ніколас |
| 24 | НП   | Венесуела | Кристіан Новоа     |
| 25 | ВР   | Іспанія   | Сауль Грасія       |
| 27 | ЗХ   | Іспанія   | Давід Родрігес     |
| 30 | ПЗ   | Іспанія   | Арманд Фонт        |
| 31 | ВР   | Іспанія   | Хосе Бехарано      |
| 33 | НП   | Іспанія   | Іньїго Мартін      |
| 77 | ЗХ   | Іспанія   | Давід Креспо       |
| 99 | НП   | Іспанія   | Девід Вірхілі      |
|    | ПЗ   | Андорра   | Жерар Сердейра     |

## Тренери
- Хав'єр Роура (2007)
- Вісенте Маркес (2007–10)
- Хав'єр Роура (2010–11)
- Луїс Бланко (2011–13)
- Річард Імбернон (2013–18)
- Марк Родрігес Ребуль (2018–20)
- Альберт Хоркера (2020–21)
- Франко Матіас Гросс  (2021–22)
- Дмитро Черишев (2022–23)
- Федеріко Бессоне (2023–)

## Дербі

### Ель-Класіко
Головним протистоянням «Санта-Коломи» у першості Андорри є ігри проти команди «Сан-Жулія». Це дербі називають класичним або Ель-Класіко. Обидві команди з моменту створення змагаються за звання чемпіона Андорри. У фіналах Кубка Конституції команди зустрічалися 10 разів, у 7 іграх перемагала «Санта-Колома». У матчах Суперкубку Андорри клуби грали між собою 10 разів, у 4 зустрічах «Санта-Колома» перемагала.

### Ель-дербі Коломенк
Місцевим дербі є ігри проти «Уніо Еспортива Санта-Колома», яке також базується у селі Санта-Колома. Особливо гострим суперництво між цими двома командами стало у сезоні 2009/10, коли вони боролися за перемогу в чемпіонаті Андорри. В останньому турі сезону 2011/12 «Санта-Колома» зіграла внічию з «Уніо Еспортіва» (0:0) і втратила титул чемпіона Андорри (чемпіоном став «Лузітанос», а «Санта-Колома» посіла друге місце).

## Статистика

### Внутрішні змагання
| Сезон   | Дивізіон        | Місце у чемпіонаті | І  | В  | Н | П | ГЗ | ГП | О  | Кубок Андорри | Суперкубок Андорри | Примітки |
| ------- | --------------- | ------------------ | -- | -- | - | - | -- | -- | -- | ------------- | ------------------ | -------- |
| 1995/96 | Прімера Дивізіо | 3 з 10             | 18 | 13 | 3 | 2 | 52 | 26 | 42 | Фіналіст      |                    |          |
| 1996/97 | Прімера Дивізіо | 4 з 12             | 22 | 10 | 3 | 9 | 57 | 31 | 33 |               |                    |          |
| 1997/98 | Прімера Дивізіо | 2 з 11             | 20 | 18 | 1 | 1 | 99 | 11 | 55 | Фіналіст      |                    |          |
| 1998/99 | Прімера Дивізіо | 2 з 12             | 22 | 17 | 3 | 2 | 64 | 19 | 54 | Фіналіст      |                    |          |
| 1999/00 | Прімера Дивізіо | 2 з 8              | 12 | 9  | 2 | 1 | 34 | 10 | 28 | Півфінал      |                    |          |
| 2000/01 | Прімера Дивізіо | 1 з 8              | 20 | 13 | 5 | 2 | 44 | 20 | 54 | Переможець    |                    |          |
| 2001/02 | Прімера Дивізіо | 3 з 8              | 20 | 12 | 6 | 2 | 57 | 23 | 42 | 1/4 фіналу    |                    |          |
| 2002/03 | Прімера Дивізіо | 1 з 9              | 22 | 14 | 7 | 1 | 58 | 14 | 49 | Переможець    | Переможець         |          |
| 2003/04 | Прімера Дивізіо | 1 з 8              | 20 | 14 | 3 | 3 | 44 | 21 | 45 | Переможець    | Фіналіст           |          |
| 2004/05 | Прімера Дивізіо | 3 з 8              | 20 | 12 | 1 | 7 | 50 | 26 | 37 | Переможець    | Переможець         |          |
| 2005/06 | Прімера Дивізіо | 3 з 8              | 20 | 11 | 3 | 6 | 47 | 17 | 36 | Переможець    | Фіналіст           |          |
| 2006/07 | Прімера Дивізіо | 2 з 8              | 20 | 14 | 2 | 4 | 41 | 17 | 44 | Переможець    | Переможець         |          |
| 2007/08 | Прімера Дивізіо | 1 з 8              | 20 | 14 | 5 | 1 | 69 | 10 | 47 | Півфінал      | Переможець         |          |
| 2008/09 | Прімера Дивізіо | 2 з 8              | 20 | 15 | 3 | 2 | 75 | 12 | 48 | Переможець    | Фіналіст           |          |
| 2009/10 | Прімера Дивізіо | 1 з 8              | 20 | 13 | 7 | 0 | 46 | 14 | 46 | 1/4 фіналу    | Фіналіст           |          |
| 2010/11 | Прімера Дивізіо | 1 з 8              | 20 | 15 | 4 | 1 | 70 | 10 | 49 | Півфінал      | Фіналіст           |          |
| 2011/12 | Прімера Дивізіо | 2 з 8              | 20 | 11 | 5 | 4 | 56 | 17 | 38 | Переможець    | Фіналіст           |          |
| 2012/13 | Прімера Дивізіо | 2 з 8              | 20 | 10 | 9 | 1 | 31 | 16 | 39 | Півфінал      |                    |          |
| 2013/14 | Прімера Дивізіо | 1 з 8              | 20 | 13 | 3 | 4 | 50 | 12 | 42 | Півфінал      | Фіналіст           |          |
| 2014/15 | Прімера Дивізіо | 1 з 8              | 20 | 13 | 3 | 4 | 64 | 14 | 42 | Фіналіст      | Переможець         |          |
| 2015/16 | Прімера Дивізіо | 1 з 8              | 20 | 14 | 5 | 1 | 44 | 8  | 47 | Півфінал      | Фіналіст           |          |
| 2016/17 | Прімера Дивізіо | 1 з 8              | 27 | 18 | 6 | 3 | 57 | 21 | 60 | Фіналіст      | Переможець         |          |
| 2017/18 | Прімера Дивізіо | 1 з 8              | 27 | 18 | 4 | 5 | 62 | 20 | 58 | Переможець    | Фіналіст           |          |
| 2018/19 | Прімера Дивізіо | 1 з 8              | 27 | 15 | 9 | 3 | 41 | 18 | 54 | Фіналіст      | Переможець         |          |
| 2019/20 | Прімера Дивізіо | 2 з 8              | 24 | 15 | 6 | 3 | 48 | 12 | 51 | Фіналіст      | Фіналіст           |          |
| 2020/21 | Прімера Дивізіо | 3 з 8              | 20 | 8  | 8 | 4 | 28 | 19 | 32 | 1/2 фіналу    |                    |          |
| 2021/22 | Прімера Дивізіо | 5 з 8              | 27 | 15 | 7 | 5 | 64 | 34 | 52 | 1/4 фіналу    |                    |          |
| 2022/23 | Прімера Дивізіо | 3 з 8              | 28 | 15 | 8 | 5 | 55 | 19 | 53 | Фіналіст      |                    |          |
| 2023/24 | Прімера Дивізіо | 4 з 10             | 27 | 19 | 2 | 6 | 64 | 23 | 59 | 1/8 фіналу    |                    |          |
| 2024/25 | Прімера Дивізіо | 3 з 10             | 27 | 16 | 4 | 7 | 42 | 28 | 52 | 1/4 фіналу    |                    |          |

 Статистика взята з сайту foot.dk

### Євротурніри
| Сезон   | Турнір                | Раунд | Клуб                | Вдома               | В гостях            | Разом               |
| ------- | --------------------- | ----- | ------------------- | ------------------- | ------------------- | ------------------- |
| 2001–02 | Кубок УЄФА            | 1КР   | Партизан            | 0–1                 | 1–7                 | 1–8                 |
| 2003–04 | Кубок УЄФА            | 1КР   | Есб'єрг             | 1–4                 | 0–5                 | 1–9                 |
| 2004–05 | Кубок УЄФА            | 1КР   | Модрича             | 0–1                 | 0–3                 | 0–4                 |
| 2007–08 | Кубок УЄФА            | 1КР   | Маккабі (Тель-Авів) | 1–0                 | 0–4                 | 1–4                 |
| 2008–09 | Ліга чемпіонів УЄФА   | 1КР   | Каунас              | 1–4                 | 1–3                 | 2–7                 |
| 2009–10 | Ліга Європи УЄФА      | 2КР   | Базель              | 1–4                 | 0–3                 | 1–7                 |
| 2010–11 | Ліга чемпіонів УЄФА   | 1КР   | Біркіркара          | 0–31                | 3–4                 | 3–7                 |
| 2011–12 | Ліга чемпіонів УЄФА   | 1КР   | Ф91 Дюделанж        | 0–2                 | 0–2                 | 0–4                 |
| 2012–13 | Ліга Європи УЄФА      | 1КР   | Осієк               | 0–1                 | 1–3                 | 1–4                 |
| 2013–14 | Ліга Європи УЄФА      | 1КР   | Брєйдаблік          | 0–0                 | 0–4                 | 0–4                 |
| 2014–15 | Ліга чемпіонів УЄФА   | 1КР   | Урарту              | 1–0                 | 2–3                 | 3–3 (ч)             |
| 2014–15 | Ліга чемпіонів УЄФА   | 2КР   | Маккабі (Тель-Авів) | 0–1                 | 0–2                 | 0–3                 |
| 2015–16 | Ліга чемпіонів УЄФА   | 1КР   | Лінкольн Ред Імпс   | 1–2                 | 0–0                 | 1–2                 |
| 2016–17 | Ліга чемпіонів УЄФА   | 1КР   | Алашкерт            | 0–0                 | 0–3                 | 0–3                 |
| 2017–18 | Ліга чемпіонів УЄФА   | 1КР   | Алашкерт            | 1–1                 | 0–1                 | 1–2                 |
| 2018–19 | Ліга чемпіонів УЄФА   | ПР    | Дріта (Г'їлані)     | 0–2 (дч)            | 0–2 (дч)            | 0–2 (дч)            |
| 2018–19 | Ліга Європи УЄФА      | 2КР   | Валюр               | 1–0                 | 0–3                 | 1–3                 |
| 2019–20 | Ліга чемпіонів УЄФА   | ПР    | Тре Пенне           | 1–0                 | 1–0                 | 1–0                 |
| 2019–20 | Ліга чемпіонів УЄФА   | ПР    | Феронікелі          | 1–2                 | 1–2                 | 1–2                 |
| 2019–20 | Ліга Європи УЄФА      | 2КР   | Астана              | 0–0                 | 1–4                 | 1–4                 |
| 2020–21 | Ліга Європи УЄФА      | ПР    | Іскра (Даниловград) | 0–0 (дч) (пен. 3–4) | 0–0 (дч) (пен. 3–4) | 0–0 (дч) (пен. 3–4) |
| 2021–22 | Ліга конференцій УЄФА | 1КР   | Монс Кальпе         | 4–0                 | 1–1                 | 5–1                 |
| 2021–22 | Ліга конференцій УЄФА | 2КР   | Гіберніан           | 1–2                 | 0–3                 | 1–5                 |
| 2023–24 | Ліга конференцій УЄФА | 1КР   | Пенібонт            | 2–0 (дч)            | 1–1                 | 3–1                 |
| 2023–24 | Ліга конференцій УЄФА | 2КР   | Сутьєска            | 3–0 (дч)            | 0–2                 | 3–2                 |
| 2023–24 | Ліга конференцій УЄФА | 3КР   | АЗ                  | 0–1                 | 0–2                 | 0–3                 |
| 2025–26 | Ліга конференцій УЄФА | 1КР   | Борац (Баня-Лука)   | 0–2                 | 4–1                 | 4–3                 |
| 2025–26 | Ліга конференцій УЄФА | 2КР   | Полісся (Житомир)   | 1–4                 | 2–1                 | 3–5                 |

Примітка
- ПР: Попередній раунд
- 1КР: Перший кваліфікаційний раунд
- 2КР: Другий кваліфікаційний раунд
- 3КР: Третій кваліфікаційний раунд

1: Матч спочатку було перенесено через поганий стан поля, спричинений сильним дощем. «Санта-Колома» запропонувала альтернативний варіант проведення матчу 30 червня 2010 року, але 1 липня УЄФА присудила «Біркіркарі» технічну перемогу на виїзді з рахунком 3:0.